# Primates (classification phylogénétique)
Pour un article plus général, voir Primates.
Cette page a pour objet de présenter un arbre phylogénétique des Primates, c'est-à-dire un cladogramme mettant en lumière les relations de parenté existant entre leurs différents groupes (ou taxons), vivants ou éteints, telles que les dernières analyses scientifiques les proposent. Cette classification évolue régulièrement, et les principaux débats qui subsistent au sein de la communauté scientifique sont brièvement présentés ci-dessous, avant la bibliographie.

## Arbre phylogénétique
Le cladogramme présenté ici ne possède qu'une valeur indicative. Il n'est pas forcément consensuel, et on peut toujours se référer à la bibliographie au bas de l'article.
Le symbole ▲ renvoie à la partie immédiatement supérieure de l'arbre phylogénétique du vivant. Le signe ► renvoie à la classification phylogénétique du groupe considéré. Tout nœud de l'arbre portant plus de deux branches montre une indétermination de la phylogénie interne du groupe considéré.
Les habitudes typographiques des botanistes et des zoologistes sont différentes. Ici, par commodité de lecture, et certains groupes actuels relevant des deux domaines traditionnels, les noms de taxons supérieurs au genre sont tous écrits en caractères droits, les noms de genres ou d'espèces en italiques.
À la suite d'un taxon, sa période d'apparition, quand elle est connue, peut être indiquée suivant la légende suivante :
(Plé) : Pléistocène ; (Pli) : Pliocène ; (Mio) : Miocène ; (Oli) : Oligocène ; (Éoc) : Éocène ; (Pal) : Paléocène ; (Cré) : Crétacé ; (Jur) : Jurassique ; (Tri) : Trias ; (Per) : Permien ; (Car) : Carbonifère ; (Dév) : Dévonien ; (Sil) : Silurien ; (Ord) : Ordovicien ; (Camb) : Cambrien ; (Edi) : Édiacarien. Pour plus de précision si possible, (-) : inférieur ; (~) : moyen ; (+) : supérieur.

- ▲
  - Primates
    - Strepsirrhini
      - Adapiformes (éteints)
      - Lorisiformes
        - Galagidae
        - Lorisidae

      - Chiromyiformes
      - Lemuriformes

    - Haplorrhini
      - Tarsiformes
        - Omomyidae (éteints)
        - Tarsidae

      - Simiiformes
        - Platyrrhini
          - Pitheciidae
          - Atelidae
          - Cebidae
          - Aotidae

        - Catarrhini
          - Propliopithecidae (éteints)
          - Pliopithecidae (éteints)
          - Cercopithecidae
          - Hominoidea
            - Proconsulidae (éteints)
            - Hylobatidae
            - Hominidae

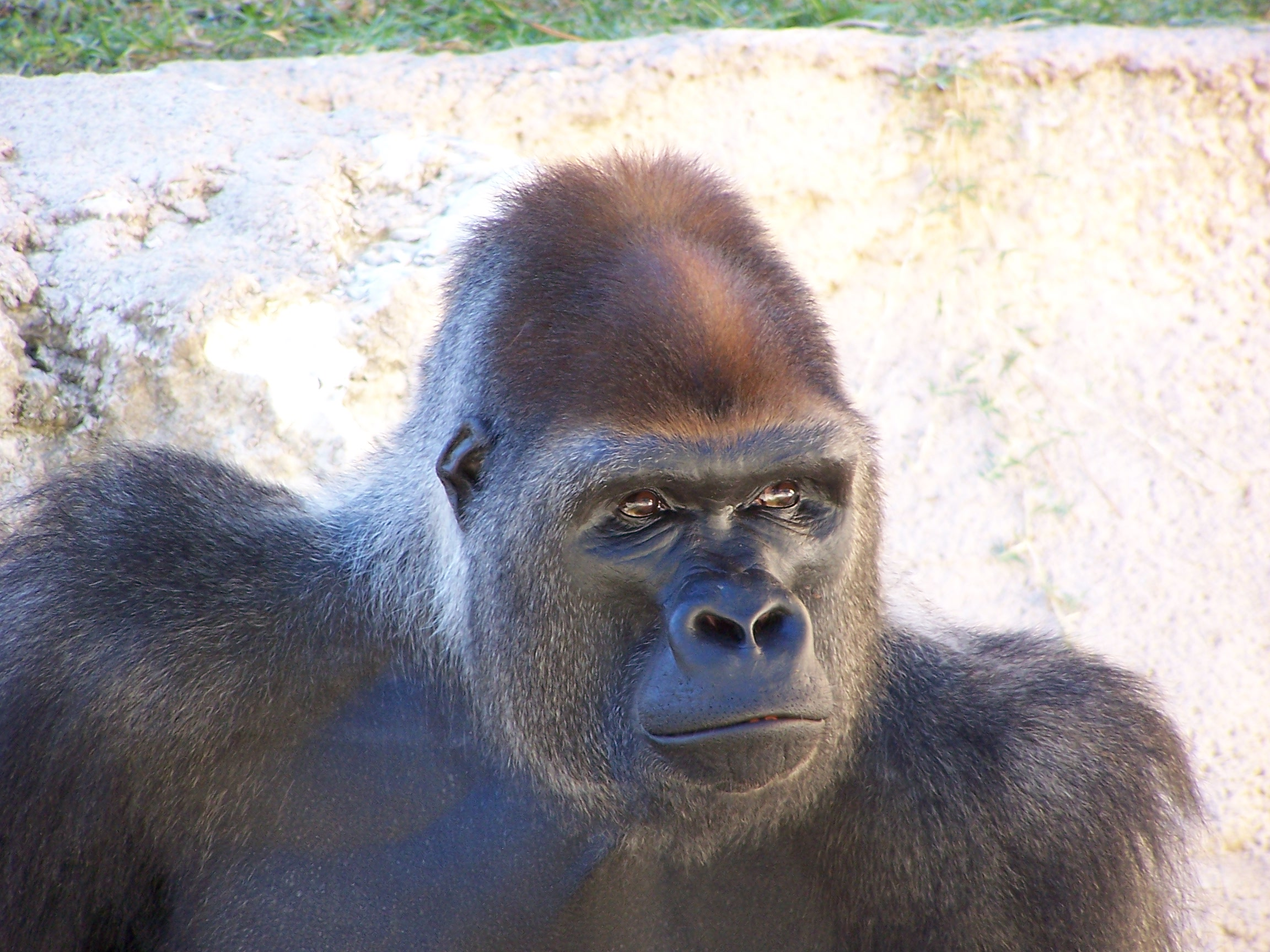
Gorille de l'Ouest (Gorilla gorilla)
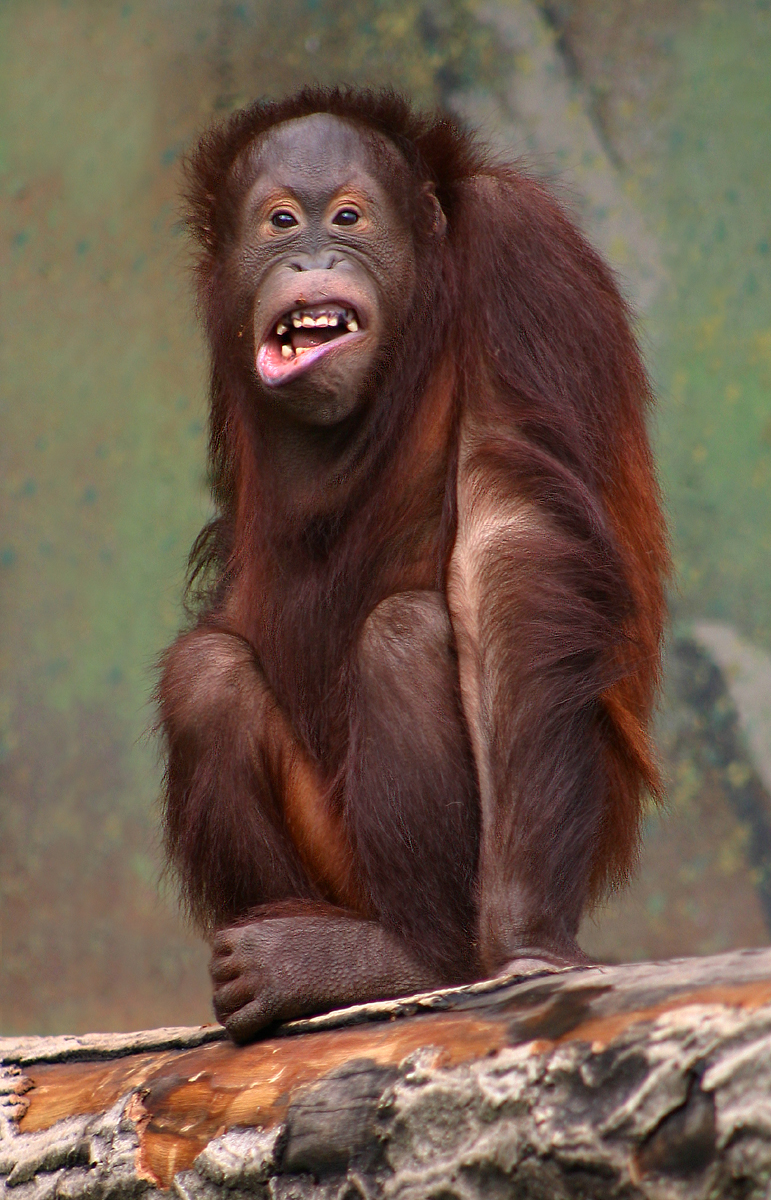
Orang-outan de Bornéo (Pongo pygmaeus)
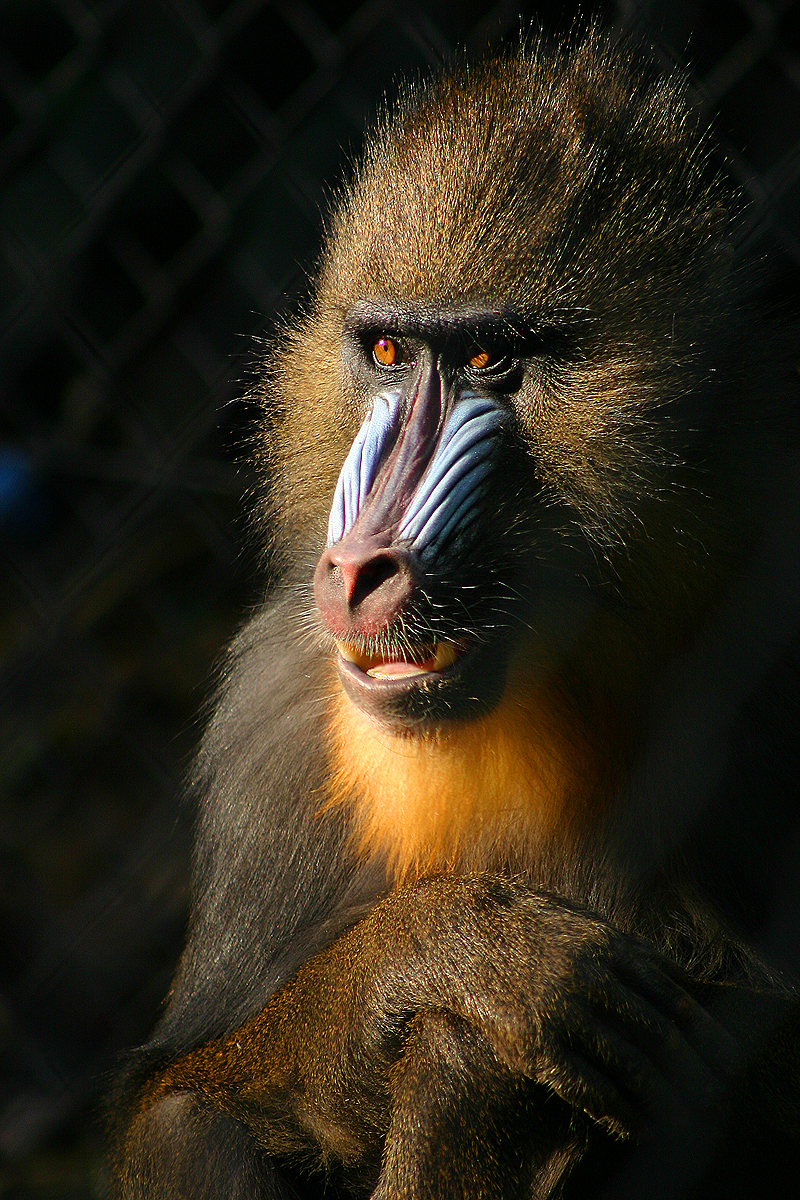
Mandrill (Mandrillus sphinx, Cercopithecidae)
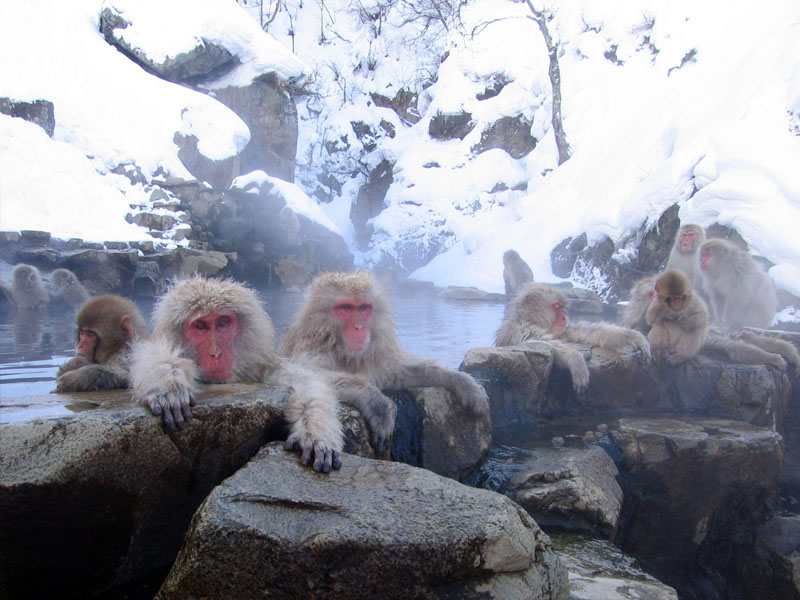
Macaque japonais (Macaca fuscata, Cercopithecidae)

## Débats scientifiques relatifs à la phylogénie des Primates
À presque chaque niveau de la phylogénie des primates, il existe un débat sur la classification d'un groupe éteint particulier :
- les Plesiadapiformes sont-ils des Primates ou un taxon basal de Primatomorpha (en) ?
- les Adapiformes sont-ils des Strepsirrhiniens ou un taxon basal de Primates ?
- les Omomyidae sont-ils des Tarsiformes ou un taxon basal d'Haplorrhiniens ?
- les Eosimiidae et les Afrotarsiidae sont-ils des Simiiformes ou des taxons basaux d'Haplorrhiniens ?
- les Oligopithecidae sont-ils des Catarrhiniens ou un taxon basal de Simiiformes ?
- les Dendropithecidae sont-ils des Hominoidea ou un taxon basal de Catarrhiniens ?
- les Kenyapithecinae sont-ils des Hominidae ou un taxon basal d'Hominoidea ?
- les Dryopithecini sont-ils des Homininae ou un taxon basal d'Hominidae ?

Par ailleurs, de nombreux genres ou espèces fossiles de primates ne sont pas précisément classés, ou leur classification varie selon les auteurs, en raison du caractère fragmentaire et difficile à interpréter des vestiges fossiles découverts à ce jour.